# Маринкі (Поддембицький повіт)
Маринкі (пол. Marynki) — село в Польщі, у гміні Поддембиці Поддембицького повіту Лодзинського воєводства.
У 1975-1998 роках село належало до Серадзького воєводства.